# Stefan Reisner
Stefan Reisner (* 20. Januar 1942 in Berlin; † 27. April 2012 auf Bali) war ein deutscher Autor und Journalist. Er wurde vor allem bekannt als Autor des Berliner Grips-Theaters sowie als Kinderbuch-Schriftsteller.

## Leben
Stefan Reisner schrieb bereits als Schüler seinen ersten Roman Die Reiskornfrage. Er moderierte in den 1960er Jahren Literatursendungen des SFB, wurde aber vor allem als (Co-)Autor von Kinder-Theaterstücken für das Berliner Grips-Theater bekannt. Er übersetzte einige Romane von Jules Verne. Journalistisch arbeitete er unter anderem für das Spandauer Volksblatt, Die Zeit, das Magazin Geo und war Asien-Korrespondent des Stern in Hongkong. Von dort aus siedelte er nach Bali über, wo er zunächst ein Hotel eröffnete und später den Botanischen Garten Ubud aufbaute.
Reisner war der Bruder des Lyrikers Uwe Reisner.

## Werke
- Die Reiskornfrage. Stierstadt im Taunus, Verlag Eremiten-Presse, 1961
- Der Koordinator. Frankfurt a. M., Europäische Verlags-Anst. 1962
- Soldatenfibel. Hamburg 1963
- Briefe an Rudi D. Voltaire Flugschrift 19, Berlin 1968
- Wasser im Eimer. (zus. mit Reiner Lücker) München 1978
- Mensch Mädchen. Berlin 1981
- Stadtfront Berlin West Berlin. Berlin 1982
- Die Drei im Turm. Ein Umweltroman. Berlin 1982
- 29 Pfund Schlafsahne. Berlin 1983
- Ein Pferd, ein Schwein, und Mirja spinnt. Berlin 1984
- Noch mehr Schlafsahne. Berlin 1984
- Geschichten aus der Wundertüte. Berlin 1991

Zahlreiche Anthologien.